# Stanislav Hajdušek
Stanislav Hajdušek (* 30. března 1956) je bývalý český hokejový obránce, který reprezentoval Československo.
Československo reprezentoval na Mistrovství světa v ledním hokeji 1981 a na Kanadském poháru 1981. Celkem v reprezentaci odehrál 54 zápasů a vstřelil 4 góly.
Od roku 1977 do roku 1987 nastupoval v dresu pražské Sparty. Poté odehrál čtyři sezóny v Norsku.

## Statistiky

### Statistiky reprezentace
| Turnaj       | Místo konání                   | Z | G | A | B | Umístění            | Soupisky         |
| ------------ | ------------------------------ | - | - | - | - | ------------------- | ---------------- |
| MS 1981      | Švédsko (Stockholm a Göteborg) | 6 | 0 | 1 | 1 | Bronzová medaile    | Soupiska MS 1981 |
| KP 1981      | Severní Amerika                | 6 | 0 | 1 | 1 | prohra v semifinále | Soupiska KP 1981 |
| Celkem na MS |                                | 6 | 0 | 1 | 1 |                     |                  |